# 아벨라르도 L. 로드리게스
아벨라르도 L. 로드리게스 (Abelardo Rodríguez Luján, 1889년 5월 12일 ~ 1967년 2월 13일)는 1932년부터 1934년까지 잠시 멕시코의 대통령을 역임하면서 파스쿠알 오르티스 루비오가 사임한 이후 남은 임기를 채웠다.

## 젊은 시절
소노라주 과이마스에서 가난한 집안으로 태어난 그는 철물점과 구리 광산에서 일을 했으며 프로 야구 선수로서 활동했다. 그는 소노라주 노갈레스에서의 초등학교 공부를 끝마치지 못했다. 그는 1913년에 멕시코 혁명에 합류하였고 얼마 지나지 않아 진급하기 시작했다. 1916년에 그는 대령이 되었으며, 아쿠아 프리에타 계획에 연루한 후, 1921년 북쪽의 바하칼리포르니아주의 사령관으로 명명되었다.

## 정치 경력
1923년에 그는 북쪽의 바하칼리포르니아의 주지사가 되었고, 1929년까지 사령관과 주지사를 지속했다. 그는 바하칼리포르니아의 주지사를 1년 더 근무했으며, 오르티스 대통령 하에서 각기 다른 두 장관을 역임했다.
오르티스의 사임에 따라, 로드리게스는 1932년 9월 4일에 대통령직에 올랐다. 여러 재정 기관의 설립, 공교육의 회복, 개인적 자선과 독과점에 관련된 법의 실행을 포함하는 몇가지 업적을 이뤘다. 그는 또한 대통령 임기를 4년에서 6년까지 늘렸다.
1934년 11월 30일에 그의 임기가 끝난 후, 로드리게스는 교육에 상당한 충격을 줬던 지역인 소노라의 주지사로 선출된 1943년까지 개인적인 삶을 누렸었다. 그는 대학 교육에 증진시키면서, 소노라 주립 대학교를 세웠다. 그는 1948년 4월 건강상의 이유로 주지사직을 사임했다. 그는 1967년 캘리포니아주 라호야에서 사망할 때까지 계속했던 사업으로 돌아갔다.

## 같이 보기
- 멕시코의 국가원수 목록